# Central Hockey League (1931–1935)
Die Central Hockey League (CHL) war eine nordamerikanische Eishockey Minor League, welche 1931 gegründet und 1935 aufgelöst wurde.

## Geschichte
Die Central Hockey League wurde 1931 gegründet und stand von Anfang an in Konkurrenz zur bereits fünf Jahre vorher gestarteten American Hockey Association, aus der sie die Minneapolis Millers und St. Paul Saints abwerben konnten. In der Saison 1934/35 folgte jedoch eine Annäherung beider Ligen, die einen gemeinsamen Spielplan entwickelten und Spiele zwischen den Mannschaften beider Wettbewerbe durchführten. Grund hierfür war, dass nur noch drei Mannschaften in der Central Hockey League übrig blieben. Zur Saison 1935/36 fusionierten schließlich die CHL und die AHA, wobei der Spielbetrieb unter dem Banner der American Hockey Association fortgesetzt wurde und auch die Mannschaften aus Minneapolis und St. Paul kehrten in die AHA zurück.

## Teams
- Duluth Hornets (1933–1934)
- Duluth Natives (1932–1933)
- Eveleth Rangers (1931–1935)
- Hibbing Maroons (1931–1933; wurden Hibbing Miners)
- Hibbing Miners (1933–1934)
- Minneapolis Millers (1931–1935)
- St. Paul Saints (1931–1935)
- Virginia Rockets (1931–1932)

## Meister
- 1931/32: Minneapolis Millers
- 1932/33: Eveleth Rangers
- 1933/34: Minneapolis Millers
- 1934/35: St. Paul Saints